# Рауль Дравід
Рауль Дравід (англ. Rahul Dravid, народився 11 січня 1973 року) — колишній індійський гравець в крикет і капітан, широко відомий як один з найкращих гравців з биткою (бетсменів) в історії крикету. Народившись в сім'ї Маратхі, він почав грати в крикет у віці 12 років і пізніше представляв національну команду на 15, 17 і 19 рівнях.
Проголошений як «Стіна», Дравід був визнаним одним з п'яти найкращих гравців року у крикет за версією «Wisden Cricketers' Almanack» в 2000 році і отримав нагороди «Гравець року» та «Тест-гравець року» на церемонії відкриття нагород ICC (Міжнародної ради з крикету) в 2004 році. У грудні 2011 року він став першим не-австралійським гравцем в крикет, котрому випало право урочистої Промови Бредмена в Канберрі.
Станом на жовтень 2012 року Дравід є четвертим за значенням бомбардиром в крикет Тест-випробуваннях, після Сечіна Тендулкара, Рікі Понтінга і Жак Каліса, і другий індійський гравець в крикет, після Тендулкара, котрий отримав 10000 очок, виконуючи забіги як в Тест-випробуваннях так і на Міжнародних зустрічах (ODI). У 2004 році, після завершення свого виступу проти Бангладешу в Читтагонзі, він став першим і єдиним гравцем, котрий зумів забити в усіх десяти тест-іграх між країнами. Станом на жовтень 2012 року, він отримує рекорд за кількістю уловів, виконаних гравцем (без залучення хвіртки) в Тест-грі, з результатом 210.
У серпні 2011 року, після отримання неочікуваного виклику в серії Міжнародних зустрічей проти Англії, Дравід заявив про свій вихід з Міжнародних зустрічей, а також Міжнародного турніру Двадцять, а в березні 2012 року він оголосив про свій вихід з Міжнародного крикету першого класу. Він з'явився в 2012 в індійській прем'єр-лізі як капітан з боку Раджастханської королівської родини.
Рауль Дравід разом з Гленном Макграт були нагороджені під час сьомої щорічної Нагороди Бредмена в Сіднеї 1 листопада 2012 року. Дравід також був удостоєний нагороди Падми Шрі та премії Падма — четвертої і третьої за значенням соціальної нагороди в Індії.
У 2014 році Рауль Дравід приєднався до Фонду «Спорт Вперед» (GoSports Foundation) в Бангалорі як член їхньої ради наставників. У співпраці з Фондом він займався наставництвом майбутніх індійських олімпійців та паралімпійців в рамках «Програми наставництва спортсменів Рауля Дравіда». Індійський гравець в бадмінтон Преной Кумар, пара-плавець Шарат Гаяквард і молодий гравець у гольф Чіккарангаппа С. були частиною вихідної групи спортсменів, під керівництвом Рауля Дравіда.

## Раннє і особисте життя
Дравід народився в сім'ї Маратхі в Індорі, Мадх'я-Прадеш. Його сім'я переїхала в Бангалору, Карнатака, де його виховували. Він отримав освіту в середній школі для хлопчиків святого Йосипа в Бангалор і отримав науковий ступінь в області комерції в Торговельному Коледжі святого Йосипа, Бангалор. Він був обраний до Індійської національної команди з крикету, під час здобування ступеня магістра з ділового адміністрування в коледжі Ділового Адміністрування Святого Йосипа.

## Шкільні роки і початок кар'єри
Дравід почав грати в крикет у віці 12 років, і представляв Карнатаку на 15,17 і 19 рівнях. Колишній гравець в крикет Кекі Тарапор першим помітив талант Рауля під час роботи в літньому таборі на базі стадіоні Чайнасвам. Дравід забив гол за шкільну команду. Він також грав як воротар.
Дравід дебютував на Ранджит Трофі в лютому 1991 року, все ще будучи студентом коледжу. Граючи поряд з майбутніми товаришами з національної збірної Анілом Камбле і Явагалом Срінатом проти команди Махараштри в Пуні, він забив 82 очки в матчі, який завершився внічию. Його перший повний сезон у 1991–1992 роках, коли він здійснив двісті пробіжок і виконав 380 забігів в середньому по 63,3 очки закінчився відбором в команду з крикету Південної зони в Дюліп Трофі.

## Міжнародна кар'єра

### Міжнародний дебют
Дравідам дебютував 3 квітня 1996 року під час Міжнародної зустрічі проти Шрі-Ланки за Кубок Сінгер, що відбулася в Сінгапурі відразу після Кубка світу 1996 року, замінивши Вінода Камблі. Він не був особливо вражаючим з битою, забивши лише три голи до заміни його Мутя'хом Малітхараном, але виконавши два улови у матчі. Його спіткала чергова невдача в наступній зустрічі серії, коли він виконав лише чотири забіги, перед тим, як виступити проти Пакистану.
На відміну від свого дебюту на Міжнародній зустрічі, його Тест — дебют був досить успішним. Дравід був обраний до індійської команди з виїздом в Англію на основі успішної роботи у вітчизняний крикет — команді терміном на 5 років. Гарний виступ в турі ігор, включаючи п'ятдесят проти Глостершира і Лестершира, зумів забезпечити йому місце в команді на першій Тест-грі. І ось нарешті він продебютував на Тест-грі в Лорді 20 червня 1996 року проти Англії в другому Тесті, вийшовши на заміну травмованого старшого бетсмена Санджая Манйрекара. Манйрекар, який отримав травму щиколотки, не пройшов відбір вранці під час Другого тесту. Дравід вже повідомив, що він буде грати, якщо Манйрекар провалить випробування. За десять хвилин до жеребкування, Сандип Патіл, колишній індійський тренер, підійшов до Дравіда, щоб повідомити йому, що сьогодні дійсно відбудеться його дебют. Патіл згадав їх розмову:
Я сказав йому, що він буде грати. Його обличчя засяяло. Я не можу забути цей момент.

### Успішний дебют на Кубку Світу
Дравід дебютував на Кубка світу проти Південної Африки в Хоув вражаючою серією голів, але забив всього 13 в наступній грі проти Зімбабве.

## Золоті роки
Зі стартом нових Міжнародних сезонів, першим і найважливішим завданням для новопризначених капітана та віце-капітана, Гангули і Дравіда, було витягнути команду з тіні, пов'язаної з підкупною грою команди. Індійська збірна рішуче зіграла на Міжнародній зустрічі «Трофі Нокаут» у 2000 році і показала свій характер в протистояннях з Кенією, Австралією та Південною Африкою в послідовних матчах, вийшовши у фінал. Хоча Індія програла Новій Зеландії у фіналі, їх запал у турнірі повернув втрачену вболівальниками віру у індійській крикет. Дравід зіграв вирішальну роль, виконавши 157 забігів в 4 матчах в середньому по 52,33 очки, у тому числі 2 півсотні. Дравід зіграв перші два матчі 2000 і 2001 років За «Трофей Чемпіонату Кока-Кола» здійснивши 85 забігів в двох матчах проти Зімбабве з відкритими подачами, поки не отримав травму під час виїзної гри, через котру він був змушений пропустити решту турніру.
Індія розпочала новий Тест-сезон з 9 перемог у воротах Бангладешу. Дравід зіграв плідний тайм з 49 м'ячів і 41 забігу, у тому числі 5 четвірок і шестірок, переслідуючи мету в 63 забіги. Тим не менш, такий запал Дравіда закінчився в наступній серії Тестів проти Зімбабве, котра, до речі, була першою у Джона Райта як нового тренера індійської команди. Райт відіграв важливу роль в об'єднанні Дравіда з Кентом на початку того року. Дравід віддячив йому тим, що порекомендував його в BCCI на пост головного тренера збірної. В даний час, Дравід зіграв 8 Тестів з моменту його останньої сотні проти Нової Зеландії в Могалі, виконавши всього 350 забігів з досить низьким середнім показником у 23,33 очки без єдиного тайму в п'ятдесят плюс. Індійський віце-капітан закінчив забіг «в суху» і привітав нового індійського тренера своєю фірмовою подвійною сотнею. Він забив 200 очок не в першому таймі і 70 не в другому таймі, проте скерував Індію до легкої перемоги над воротами Зімбабве. Він забив 162 очки в Другій Тест-грі і закінчив серію з середнім показником 432.00 — найвищим середнім рівнем, показаним індійцем в Тест-серії.
Рауль зумів забити лише одиничну півсотню під час другого з п'яти матчів на двосторонній Міжнародній зустрічі між Індією і Зімбабве, проте це не стало важливою віхою в його кар'єрі. Дравідам вперше став капітаном індійської команди під час 5 матчу серії, так як постійний капітан команди Гангула був дискваліфікований. Приїзд з виступом на Агаркарс був плодовитий — Дравід привів Індію до 39 переможних забігів як капітан збірної на Міжнародних зустрічах.